# Dillon Francis
Dillon Francis, född 5 oktober 1987 i Los Angeles, är en amerikansk DJ och musikproducent.

## Karriär
Dillon Francis blev känd efter att ha fått uppmärksamhet av amerikanska producenten Diplo och de samarbetade så småningom på låten "Que Que" och "Masta Blasta". Under 2010 släppte Francis sin Swashbuckler EP på Play Me Records.
Han har släppt verk på ett flertal skivbolag som Dim Mak Records, Mad Decent och OWSLA.
I februari 2012 blev Dillon den första att få en första plats på den digitala musiktjänsten Beatport genom musikstilen moombahton. Detta skedde när han släppte sin EP "Something, Something, Awesome".
Dillon släppte sitt album "Money Sucks, Friends Rule" den 28 oktober 2014.

## Diskografi

### Studioalbum
- Money Sucks, Friends Rule

### EP
| År   | Album                                                                | Skivbolag           |
| ---- | -------------------------------------------------------------------- | ------------------- |
| 2010 | Swashbuckler                                                         | Play Me Records     |
| 2011 | Westside!                                                            | Mad Decent          |
| 2011 | Ultra (med Cory Enemy)                                               | Self-released       |
| 2011 | Bossa Rocka                                                          | Top Billin          |
| 2011 | Que Que (Remixes) (med Diplo featuring Maluca)                       | Mad Decent          |
| 2012 | Something, Something, Awesome.                                       | OWSLA               |
| 2012 | Money Makin (Remixes) (med A-Trak)                                   | Fool's Gold Records |
| 2013 | Without You (Remixes) (featuring Totally Enormous Extinct Dinosaurs) | Mad Decent          |

### Singlar
| År   | Album                                                        | Skivbolag           |
| ---- | ------------------------------------------------------------ | ------------------- |
| 2011 | "IDGAFOS"                                                    | Mad Decent          |
| 2012 | "Money Makin" (med A-Trak)                                   | Fool's Gold Records |
| 2012 | "Masta Blasta (The Rebirth)"                                 | Mad Decent          |
| 2012 | "Bootleg Fireworks (Burning Up)"                             | Fly Eye             |
| 2013 | "Bootleg Fireworks (The Rebirth)"                            | Släppt på egen hand |
| 2013 | "Messages" (featuring Simon Lord)                            | Mad Decent          |
| 2013 | "Flight 4555 (IDGAFOS 3.0)"                                  | Mad Decent          |
| 2013 | "Without You" (featuring Totally Enormous Extinct Dinosaurs) | Mad Decent          |
| 2014 | "Get Low" (med DJ Snake)                                     | Mad Decent          |
| 2014 | "Set Me Free" (med Martin Garrix)                            | Mad Decent          |

### Andra framträdanden
| År   | Låt                                                | Album                              | Skivbolag      |
| ---- | -------------------------------------------------- | ---------------------------------- | -------------- |
| 2011 | "Beautician 2.0"                                   | Mad Decent Vol. 1                  | Mad Decent     |
| 2012 | "Music Is Dead" (med Doctor P)                     | Mr Mongoose's Fantastic Weekend EP | Circus Records |
| 2012 | "Fiyah"                                            | Bossa Rocka                        | Straight Up    |
| 2012 | "Epidemic" (med Jack Beats)                        | Careless                           | OWSLA          |
| 2012 | "Here 2 China" (med Calvin Harris & Dizzee Rascal) | 18 Months                          | Fly Eye        |
| 2012 | Example)                                           | The Evolution of Man               | Data Records   |
| 2013 | "I'm the One" (med Flux Pavilion)                  | Freeway                            | Big Beat       |
| 2014 | "TBA" (med The Cataracs)                           |                                    |                |
| 2014 | "Gimme an F" (med TJR)                             |                                    |                |
| 2014 | "We Make It Bounce" (med Major Lazer)              |                                    |                |

### Remixer
| År   | Låt                                | Artist                                         |
| ---- | ---------------------------------- | ---------------------------------------------- |
| 2010 | "Lassitude"                        | Sigma & DJ Fresh featuring Koko                |
| 2011 | "Spaceman"                         | Vaski                                          |
| 2011 | "Transition"                       | DWNTWN                                         |
| 2011 | "Take It Back"                     | Toddla T                                       |
| 2011 | "Just Fall"                        | HeavyFeet featuring Hannah T                   |
| 2011 | "Look at Me Now"                   | Chris Brown featuring Lil Wayne & Busta Rhymes |
| 2011 | "Broken Hearts"                    | Kito & Reija Lee                               |
| 2011 | "Hitz"                             | Chase & Status featuring Tinie Tempah          |
| 2011 | "She Blows (The Whistle Tune)"     | Time Takers                                    |
| 2011 | "Swagger Jagger"                   | Cher Lloyd                                     |
| 2011 | "Hits Me Like a Rock"              | CSS                                            |
| 2011 | "Louder"                           | DJ Fresh featuring Sian Evans                  |
| 2011 | "Stereo Hearts"                    | Gym Class Heroes featuring Adam Levine         |
| 2011 | "Feel So Close"                    | Calvin Harris                                  |
| 2011 | "A Woman Like Me"                  | Willy Joy                                      |
| 2011 | "Turn It On"                       | Kissy Sell Out                                 |
| 2011 | "Earthquakey People"               | Steve Aoki featuring Rivers Cuomo              |
| 2011 | "Circles"                          | Digitalism                                     |
| 2011 | "Underneath the Sycamore"          | Death Cab for Cutie                            |
| 2011 | "Kill the Noise"                   | Kill The Noise                                 |
| 2011 | "Who Is Ready to Jump"             | Chuckie                                        |
| 2012 | "Pull Up, Wheel Up"                | Sinden                                         |
| 2012 | "Hulk"                             | Clockwork                                      |
| 2012 | "Stars Come Out"                   | Zedd featuring Heather Bright                  |
| 2012 | "Daydreamer"                       | Flux Pavilion featuring Example                |
| 2012 | "Control Freak"                    | Steve Aoki featuring Blaqstarr & Kay           |
| 2012 | Finale"                            | Madeon                                         |
| 2012 | "Where Did I Go?" (med Kill Paris) | I See MONSTAS                                  |
| 2012 | "Like Home"                        | Nicky Romero featuring Nervo                   |
| 2013 | "So Young So High"                 | Dada Life                                      |
| 2013 | "Carried Away"                     | Passion Pit                                    |
| 2013 | "Suit & Tie"                       | Justin Timberlake featuring Jay-Z              |
| 2013 | "Night Is On My Mind"              | Oliver                                         |
| 2014 | "KNAS"                             | Steve Angello                                  |
| 2014 | "Jealous (I Ain't With It)"        | Chromeo                                        |
| 2014 | "Harder, Better, Faster, Stronger" | Daft Punk                                      |
| 2014 | "Morning Sun"                      | Strange Talk                                   |
| 2014 | "Bigfoot"                          | W&W                                            |
| 2014 | "Some Chords"                      | deadmau5                                       |
| 2015 | "Runaway (U&I)"                    | Galantis                                       |